# Младост 1
„Младост 1“ е квартал на град София, България, разположен в районите „Младост“ и „Студентски“, на 6,0 километра югоизточно от центъра на града.
Кварталът е ограден от булевардите „Г. М. Димитров“, „Цариградско шосе“, „Александър Малинов“ и „Андрей Ляпчев“, Дървенишка река и улица „Професор Марко Семов“. Граничи с кварталите „Изток“ на северозапад, „Къро“ и „Полигона“ на североизток, „Младост 1А“ на югоизток и „Младост 2“ и „Дървеница“ на югозапад.

## Обществени сгради
В близост с булевард „Цариградско шосе“ се намира УМБАЛ „Света Анна“ (Окръжна болница), разполагаща с 894 болнични легла.
В края на квартала, в съседство с парк „Въртопо“, са разположени няколко посолства – Либия, Йемен и Камбоджа.

## Улици и произход на имената им
| Път                               | Наречен на                                              | Местоположение |
| --------------------------------- | ------------------------------------------------------- | -------------- |
| „Александър Малинов“              | Александър Малинов (1867 – 1938), политик               | Карта          |
| „Андрей Ляпчев“                   | Андрей Ляпчев (1866 – 1933), политик                    | Карта          |
| „Андрей Сахаров“                  | Андрей Сахаров (1921 – 1989), руски физик и общественик | Карта          |
| „Анна Ахматова“                   | Анна Ахматова (1889 – 1966), руска поетеса              | Карта          |
| „Арх. Виктория Ангелова-Винарова“ | Виктория Ангелова-Винарова (1902 – 1947), архитектка    | Карта          |
| „Боян Дановски“                   | Боян Дановски (1899 – 1976), режисьор                   | Карта          |
| „Видин Даскалов“                  | Видин Даскалов (1929 – 2001), певец                     | Карта          |
| „Владимир Пашов“                  | ?                                                       | Карта          |
| „Въртопо“                         | Въртопо, река в района                                  | Карта          |
| „Григорий Горбатенко“             | Григорий Горбатенко (? – 1942), морски капитан          | Карта          |
| „Д-р Г. М. Димитров“              | Г. М. Димитров (1903 – 1972), политик                   | Карта          |
| „Д-р Стоян Чомаков“               | Стоян Чомаков (1819 – 1893), общественик                | Карта          |
| „Детска приказка“                 | Приказка, литературен жанр                              | Карта          |
| „Димитър Доспевски“               | Димитър Зограф (1796 – 1860), художник                  | Карта          |
| „Димитър Моллов“                  | Димитър Моллов (1846 – 1914), лекар и политик           | Карта          |
| „Ефрейтор Никола Паскалев“        |                                                         | Карта          |
| „Йерусалим“                       | Йерусалим, град в Израел                                | Карта          |
| „Марко Семов“                     | Марко Семов (1939 – 2007), писател                      | Карта          |
| „Методи Андонов“                  | Методи Андонов (1932 – 1974), режисьор                  | Карта          |
| „Митрополит Серафим Сливенски“    | Серафим Сливенски (1819 – 1896), духовник               | Карта          |
| „Никола Генадиев“                 | Никола Генадиев (1868 – 1923), политик                  | Карта          |
| „Пловдивско поле“                 | Пазарджишко-Пловдивско поле, равнина в Южна България    | Карта          |
| „Полк. Георги Янков“              | Георги Янков (1859 – 1920), офицер                      | Карта          |
| „Свети Климент Охридски“          | Климент Охридски (840 – 916), духовник                  | Карта          |
| „Сто усмивки“                     | 189-а детска градина „Сто усмивки“, местен обект        | Карта          |
| „Усмивка“                         | Усмивка, изражение на лицето                            | Карта          |
| „Цариградско шосе“                | Истанбул, град в Турция                                 | Карта          |
| „Чудна градина“                   | ?                                                       | Карта          |